# روبنز مينيللي
روبنز فرانسيسكو مينيللي (19 ديسمبر 1928 - 23 نوفمبر 2023)، هو لاعب ومدرب كرة قدم برازيلي. وُلد وتوفي في مدينة ساو باولو.
لعب لإبيرانقا وناسيونال ساو باولو وبالميراس وتاوباتي وساوبنتو. بعمر 27 أصيب بكسر في الساق أنهى مسيرته.